# Abadía de Nuestra Señora de la Santísima Trinidad
La Abadía de Nuestra Señora de la Santísima Trinidad (en inglés: Abbey of Our Lady of the Holy Trinity) es un edificio religioso de la iglesia católica que funciona como monasterio trapense en la localidad de Huntsville, en el estado de Utah al oeste de los Estados Unidos. Fue fundado en 1947 por invitación del obispo Hunt, de Salt Lake City. Los monjes utilizaron brevemente cuarteles temporales de la Segunda Guerra Mundial que habían sido dejados en el lugar, y pronto se trasladó a unas estructuras en Quonset. Planes para reemplazar las chozas deterioradas se pospusieron en espera en 2007.
Los monjes se apoyaron a sí mismos con la agricultura y la apicultura en los 1.840 acres pertenecientes a la abadía. Entre otros productos, vendían pan multigrano y cereales, y la " Crema de miel trapense" del Monasterio se hizo muy conocida. Como el número de monjes en el monasterio se redujo y la edad promedio entre los restantes aumentó, estas industrias se interrumpieron gradualmente.